# Masakr na hudebním festivalu v Re'im
Dne 7. října 2023, na začátku invaze palestinských teroristických skupin do Izraele, zaútočili bojovníci Hamásu, kteří pronikli do Izraele z Pásma Gazy, na civilisty na hudebním festivalu poblíž kibucu Re'im. Nejméně 364 jich zabili, mnoho dalších zranili, a nejméně 40 odvezli do Pásma Gazy jako rukojmí.
Jednalo se o největší teroristický útok v dějinách Státu Izrael, nejhorší masakr izraelských civilistů vůbec a nejsmrtonosnější útok na hudební festival v historii.

## Útok
Hudební festival byl jedním z prvních cílů překvapivého útoku na Izrael, který Hamás zahájil 7. října 2023 v časných ranních hodinách. Není známo, zda ozbrojenci věděli o konání festivalu nebo slyšeli hudbu a narazili na něj náhodou.
Jeden z účastníků festivalu uvedl, že po přerušení dodávky elektřiny přijela skupina přibližně 50 ozbrojenců Hamásu v dodávkách a střílela na všechny strany. Někteří ozbrojenci pronikli do Izraele pomocí motorových paraglidů a přiletěli kolem půl sedmé ráno. Po účastnících, kteří prchali v autech, byla zahájena palba. Mimo jiné ozbrojenci zablokovali silnice. V širokém otevřeném terénu se účastníci ukryli na stromech či v křovích a sadech.
Nezávisle ověřené záběry z dronu ukázaly desítky ohořelých a spálených aut. Fotografie následků útoku ukazují desítky těl v areálu festivalu. Na jednom z videí je vidět zbitá mrtvola německo-izraelské občanky, přičemž ozbrojenci skandují „Alláhu akbar“. Podle listu The Times of Israel záběry z útoku „vyvolaly obavy ze sexuálních útoků na ženy“.

## Reakce
Hamás později popřel, že by šlo o útok proti civilistům, a uvedl, že oběti považuje za „vojáky“. Později dále Hamás změnil své stanovisko a tvrdil, že jednotky pod vedením Hamásu nikdy neútočily na civilisty. Uvedl také, že masakr izraelských civilistů provedli obyvatelé Gazy, kteří pronikli přes hranici.
19. října se na oficiálních stránkách Palestinské samosprávy (PA) objevilo prohlášení, podle kterého je masakr v Re’im dílem izraelského letectva. Podle PA Izrael při unášení účastníků festivalu palestinskými ozbrojenci aktivoval tzv. Hannibalovu směrnici, podle které má být únos zastaven za každou cenu, i za cenu způsobení vlastních ztrát. V prohlášení se tvrdilo, že podle předběžného šetření izraelské policie za smrt všech izraelských civilistů nenese odpovědnost Hamás. Obvinění Hamásu je, podle PA... trikem, který okupant používá k ospravedlnění své agrese proti Gaze. Své tvrzení PA opírala o zprávu izraelského deníku Haarec, podle kterého vyšetřování ukázalo, že za smrt některých z rukojmí může být odpovědná střelba z izraelského vrtulníku. Prohlášení PA bylo následující den bez jakéhokoli vysvětlení z webu odstraněno.
Na sociální síti TikTok se objevilo video mužů přistávající na paraglidech a kluzácích s komentářem, že se jedná o příslušníky Hamásu útočící na hudebním festivalu v Re’im. Ve skutečnosti se jednalo o video z 27. září 2023, na kterém bylo přistání egyptských sportovců na stadionu fotbalového klubu El Nasr v Káhiře, v Egyptě.